# La Chapelle-aux-Brocs
 La Chapelle-aux-Brocs  là một xã thuộc tỉnh Corrèze trong vùng Nouvelle-Aquitaine miền trung Pháp.